# Lodi (thị trấn), Wisconsin
Lodi là một thị trấn thuộc quận Columbia, tiểu bang Wisconsin, Hoa Kỳ. Năm 2010, dân số của thị trấn này là 3.192 người.